# Dynabook AZ

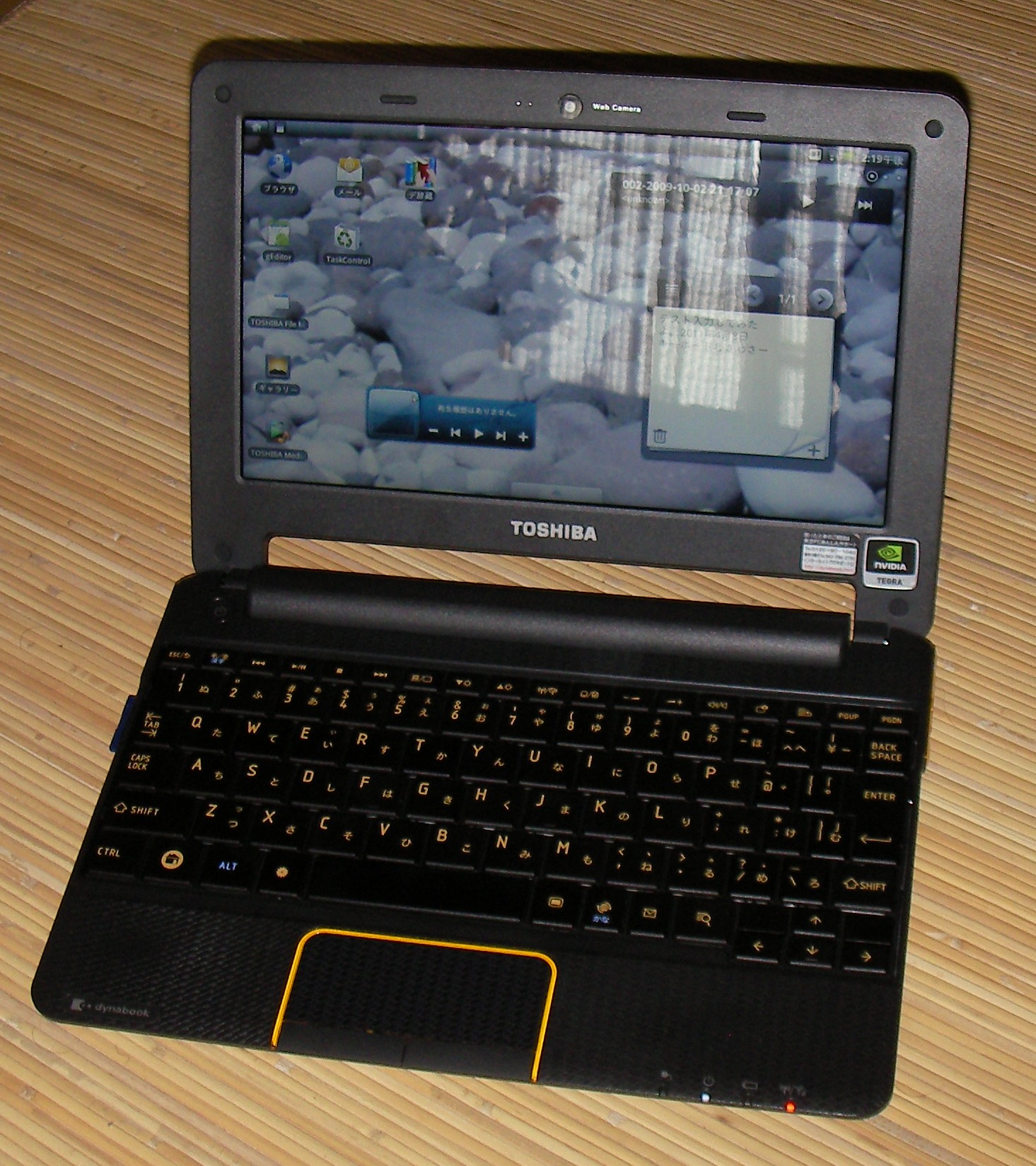
Dynabook AZ (AZ05M)
なお標準ではデスクトップ壁紙にダイナブックのロゴ入りコンピュータグラフィックが設定されている。写真はショートカットやウィジットの配列が標準ではない

Dynabook AZ（だいなぶっくえーぜっと）とは、東芝が販売しているAndroid OSを搭載したクラウドブックである。同社dynabookシリーズの2010年夏モデルとしてリリースされた。

## 概要
本端末は、形状はノートパソコンそのものであるが、そのアーキテクチャはPC/ATの流れを汲むもの（いわゆるPC/AT互換機）ではないARMアーキテクチャのため、パソコン一般との互換性は低い。後述するようにUSB接続の一部機器は利用できるが、その拡張性は限定的である。
OSはAndroid 2.1を搭載しており、製品のカテゴリーとしてはスマートブックに該当する。ただし東芝側は公式に「クラウドブック」（→クラウドコンピューティング）と表現している。2011年2月24日からはAndroid 2.2へのバージョンアップが可能となった。このことによりAdobe Flashコンテンツに一部対応した。なお製品リリースはグローバル展開され、TOSHIBA AC100という名称でヨーロッパ諸国などでも発売されている。
日本においてAZはWi-Fi搭載タイプと、Wi-Fi+NTTドコモのFOMAハイスピードの通信モジュールを搭載したタイプがある。スマートフォンで利用されるOSであるAndroid OSを利用しているが、前述のとおり形状は10インチ以上のディスプレーと、ノートパソコンと遜色はなく、キーボードにはファンクションキーこそ無いが、その代わりにメディアプレーヤーアプリケーションを直接操作したり、タッチパッドや無線LANなどを入り切りできる機能が割り振られた専用のボタンが設けられており、またAndroid端末に標準的に見られる。ホームキーや設定キーなどもキーボード上に設けられている。
基本的な画面の操作はタッチパッドを使って操作をするが、スマートフォンやタブレットのようにタッチ画面（タッチパネル）は搭載していない。Webカメラを搭載し、撮影した画像を内蔵ストレージやSDメモリーカードカードへ保存することが可能である。ハードウェア的にパソコン一般のアーキテクチャーを採用せず、Androidを利用し携帯機器の延長にあるアーキテクチャーを採用、更には省電力プロセッサNVIDIA Tegraを採用しているため、Windows（CE除く）を採用するWindows PCに比べ電池への負担が少なく、長時間の利用が可能となる。また、ストレージにはHDDではなく、フラッシュメモリを採用しており、省電力化の一助となっているほか、Android OSを採用したこととあいまってWindowsパソコンと比較して高速起動が可能となっており、さらにカタログスペック上で最大180時間となっているサスペンド状態からの復帰は携帯電話並みの即応性を備えている。ただしサスペンド状態のままでも音楽プレーヤーは継続して再生を続けるなどしており、完全なスリープ状態になる訳ではない。
周辺機器としては標準的にSD/SDHCスロットを具えており、またHDMI映像出力を具える。USB経由でマスストレージクラスに対応、パソコン一般向けのUSBメモリやハードディスクドライブなどの一部（フォーマットはFAT12/16/32のみであるなど制限が存在する）が利用できるほか、マウス・キーボードなどにも対応するとしている。
ノートパソコン的な外見であるが、いわゆるパソコンではなく、Android搭載製品ではあるがスマートフォンのような製品とも違うことから、「変な端末」と呼ばれることもあるが、動作時間の長さやキーボードの扱いやすさを評価する向きもあり、また実勢価格が極端に安く競合製品よりも廉価であるため注目を集めている。
なお、一般的なモバイルノートPCと異なり、特定家庭用機器再商品化法に基づくPCリサイクル対象商品には該当しない。
ちなみに東芝は2010年夏モデルとして本製品をリリースこそしたが、2011年11月現在においてその後は同系列のスマートブックをリリースしておらず、テレビ受像機（液晶テレビ）やDVDレコーダー/BDレコーダーを含んだ統合ブランドREGZAのうちに、Android OSを搭載したタブレットコンピュータのシリーズを展開している。

## 端末
AZ05MNA
AZ05MNADC
AZ05MG

## アプリケーション
Androidのスマートフォンとは違いGoogleのアプリケーションはプリインストールされていない。そのためAndroidマーケットは利用できず、アプリケーションを追加する場合は東芝が用意したアプリケーションマーケットやVECTORといったサードパーティーのアプリケーションマーケットを利用することを想定している。ただしVECTORは2011年10月に、BIGLOBE提供のandronaviは同5月にアプリケーションファイル（拡張子 “apk” 形式）の直接的な提供を終了、東芝側のdynabookサポートサイトである「東芝プレイス」でもアプリケーションの提供は行われていない（2012年1月現在）。
プリインストールアプリ
東芝メディアプレーヤー
Document To Go（Word、Excel、PowerPointのファイルを開いたり編集できるアプリケーション)
旺文社 新英和中辞典・和英中辞典・国語辞典・現代カタカナ語辞典、デ辞蔵
メール　ブラウザ
TOSHIBA File Manager
Evernote　
SingleClick Connect（リモートデスクトップ）

## 歴史
- 2010年8月27日 - WiFiタイプのPNAZ05MNAが発売開始
- 2010年9月18日 - FOMAハイスピードモジュール搭載の PNAZ05MNADCが発売開始。
- 2011年2月24日 - android 2.2へのバージョンアップ開始